# Дансько-литовські відносини
Да́нсько-лито́вські відно́сини — двосторонні міжнародні відносини між Данією та Литвою. У Литви є посольство в Копенгагені, а в Данії є посольство у Вільнюсі. Обидві країни є членами ЄС та НАТО. Двосторонні відносини було відновлено 24 серпня 1991 року.
Від початку незалежності Литви Данія забезпечує її політичною та економічною підтримкою. Данія також підтримувала Литву в Європейському Союзі та НАТО. Від 1990 по 2003 Данія зробила внесок у розмірі 1 млрд доларів США.
2006 року експорт Данії до Литви сягнув суми в 442 млн євро. Імпорт з Литви сягнув 469 млн євро. Багато данських компаній утворили в Литві дочірні підприємства.
Починаючи з 1991 року Данія та Литва співпрацюють у сфері військової оборони. Литва має оборонну співпрацю з Данією. Литовські та данські війська спільно працюють в Косово, Іраку та Афганістані.
2 травня 2003 року президент Литви Роландас Паксас відвідав Данію. 2 травня 2005 року та 9 квітня 2008 прем'єр міністр Данії Андерс Фог Расмуссен відвідував Литву.